# Procesión del Silencio en San Luis Potosí

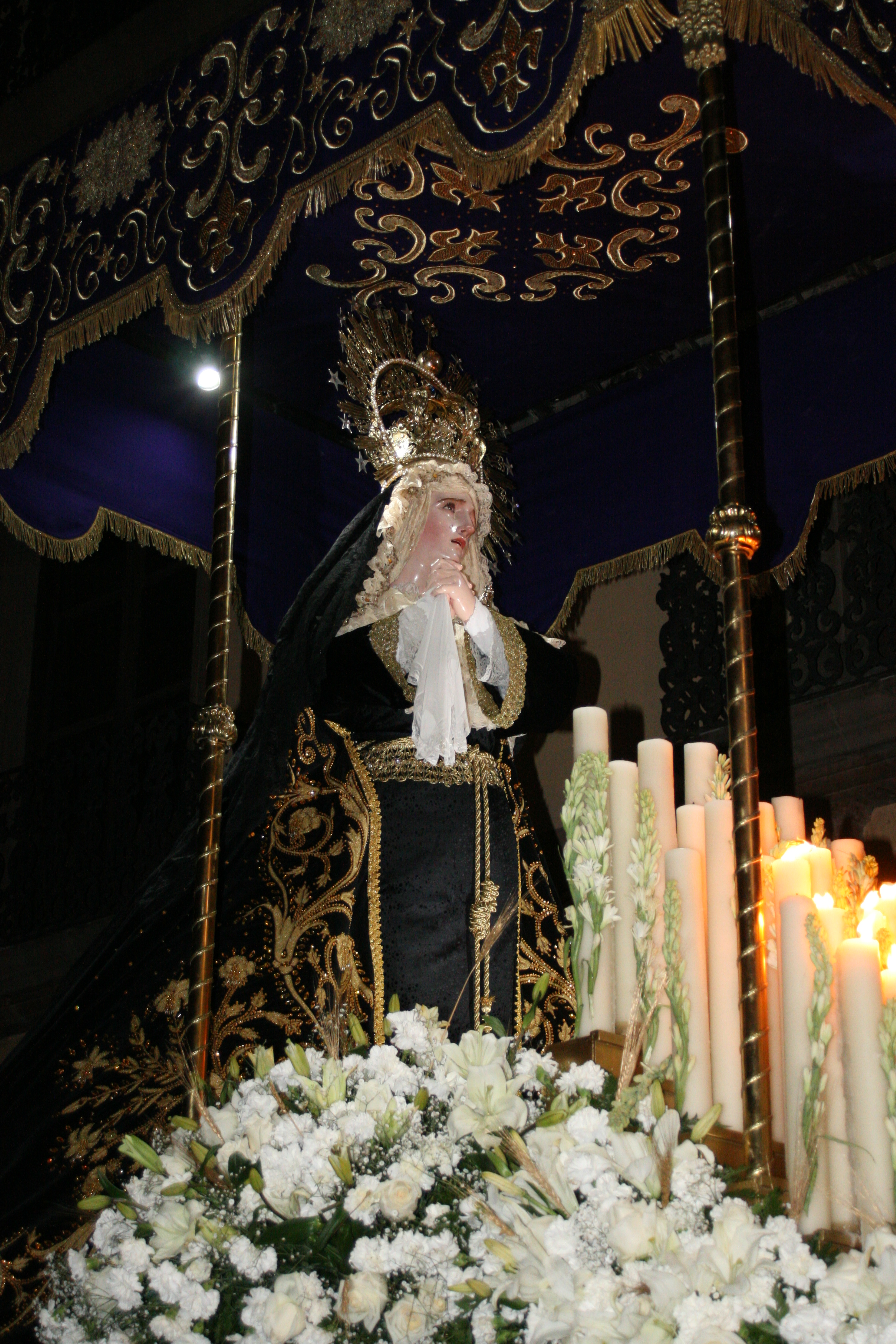
Nuestra Señora de la Soledad en su paso de palio

La Procesión del Silencio de San Luis Potosí es un evento anual que conmemora la pasión y muerte de Cristo y a Nuestra Señora de la Soledad. Ocurre en la noche del Viernes Santo, empezando en el Templo de Nuestra Señora del Carmen, de donde es originario, y el recorrido sigue a través de las calles del centro histórico de San Luis Potosí. Durante el evento se encuentran los sonidos de tambores y cornetas, pero ningún participante o espectador habla, ameritando su nombre. Es una de las celebraciones de Semana Santa más importante de México y fue declarada parte del patrimonio cultural del estado de San Luis Potosí en el 2013.

## Importancia
Organizado por el Gobierno del Estado, la procesión se conmemora como un acto de luto por la Pasión de Cristo. Es una recreación del Viacrucis, con cada estación marcada por un paso de misterio con imágenes de pasión. Esta procesión es una de las celebraciones más importantes de la Semana Santa en México, uno de los eventos religiosos más importantes para el estado de San Luis Potosí y emblema para la ciudad. También es un evento turístico muy grande, donde asisten aproximadamente más de 160.000 visitantes de la ciudad, con cerca del quince por ciento que vienen de fuera de México.

## El cortejo procesional

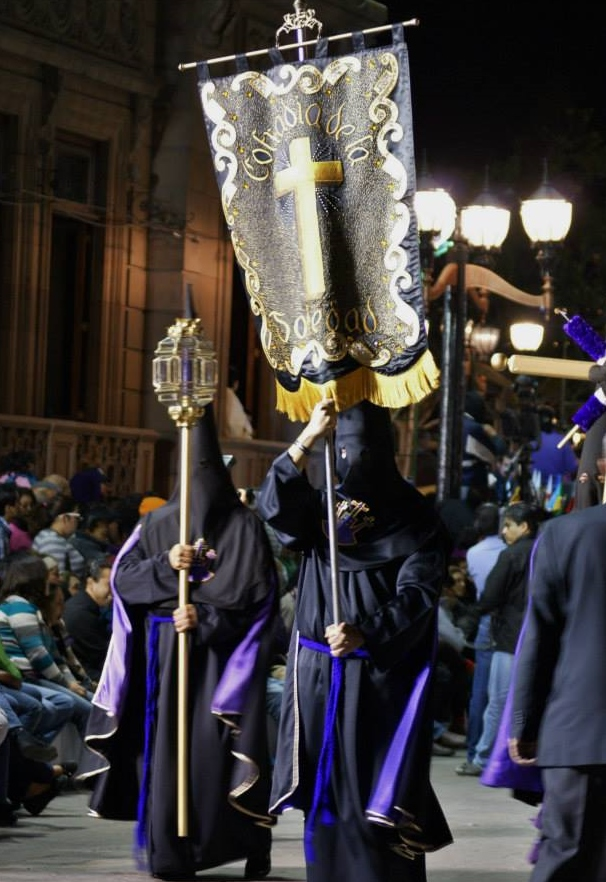
Nazarenos de la Cofradía de la Soledad

La procesión tiene lugar en Viernes Santo, en el centro histórico de la ciudad de San Luis Potosí, alrededor de iglesias y edificios de la época virreinal. Iluminada con cirios, las calles tienen un ambiente de la calle de la amargura y aunque miles de espectadores bordean las calles, nadie va a hablar durante las horas de la procesión, lo que le atribuye su nombre.

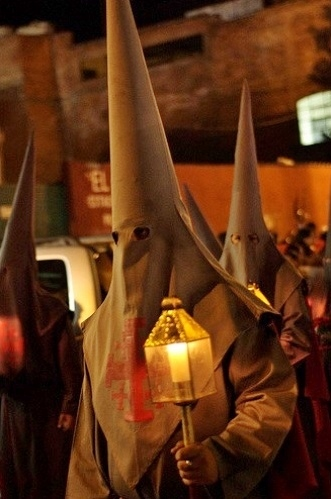
Nazarenos de la cofradía de Santa Cruz

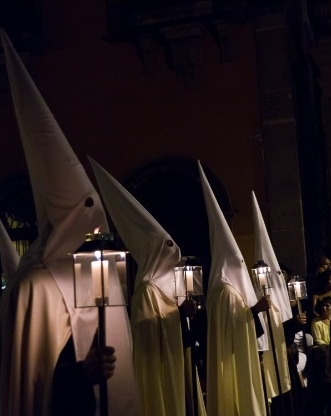
Nazarenos de la Cofradía Carmelitana

Las cofradías se abren con la Cruz de Guía, que suele ir acompañada de una pareja de nazarenos con faroles. A partir de la cruz de guía comienzo el cortejo de nazarenos que portan faroles. En 2013, había treinta de dichas hermandades que incluía la Cofradía del Virgen del Carmen, la Cofradía del Santo Entierro, Cofradía del Descendimiento, Cofradía del Ecce Homo y la Cofradía de la Soledad, que lleva una imagen de Nuestra Señora de la Soledad. Los miembros de las diferentes hermandades se identifican con los colores de sus túnicas, que identifican su parroquia distinguiéndose de una cofradía o hermandad a otra por diversas características, ya sea el color, emblema que identifica a cada grupo y muestran la influencia de las procesiones de Semana Santa de Sevilla. Los cofrades más notables son los nazarenos , que van ataviados con Capirote, antifaz y capa. Entre los mismos nazarenos también existen diferencias, algunos van descalzos haciendo así más dura su penitencia, otros portan cruces, están los que llevan diversos elementos representativos de la hermandad, objetos musicales, cirios, etc. Las cofradías participan como una forma de penitencia, con el rostro cubierto y algunos incluso caminan con cadenas atadas a sus tobillos. Las cofradías incluyen a adultos y niños con diversa vestimenta que incluyen monaguillo, soldados romanos, mujeres usando rebozos y portando cirios, toreros, políticos y artistas.

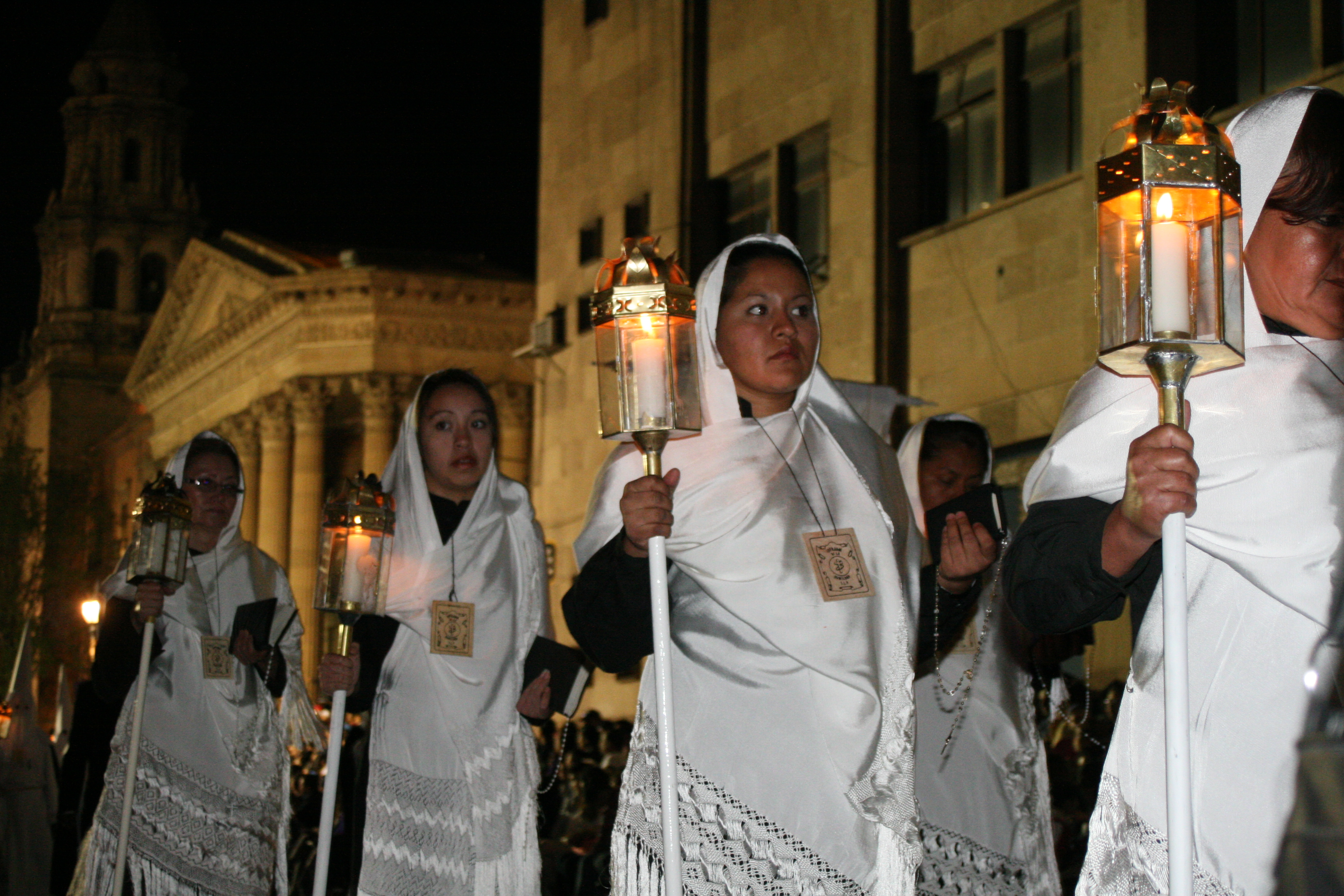
Mujeres vistiendo rebozos durante la procesión

La procesión comienza en el Templo de Nuestra Señora del Carmen, exactamente a las 20:00 horas. El sonido de una corneta convoca al Guardia Pretoriana el cual marcha desde el Teatro de la Paz hasta el templo del Carmen. El centurian golpea tres veces a la puerta principal y la corneta que va en el caballo despeja el camino y silencia a la multitud para la procesión. Tan sólo esta parte de la procesión dura dos horas. El evento dura más de cuatro horas y abre paso a lo largo de las principales calles del centro histórico, pasando por puntos de referencia tales como el Museo Nacional de la Máscara, el Palacio de Gobierno en la Plaza de Armas y la catedral que mide más de 3,5 kilómetros. Algunas de las imágenes se han hecho por escultores locales y otras son importadas de  España. Los nazarenos  caminan lento y solemnemente, con el ritmo de los toques del tambor. En ciertos momentos de la procesión, las trompetas suenan. Hay veintitrés pasos de misterio principales, con el final se marca la procesión con el paso de palio de Nuestra Señora de la Soledad. Esta imagen barroca fue esculpida por Sixto Muñoz. y lleva una manto de estilo sevillano.

### Los pasos
El paso es un conjunto formado por una plataforma sobre la que hay imágenes de la pasión de Cristo. La plataforma es sostenida por unas andas. Cuando la Virgen va sola, el paso va cubierto con un palio y se conoce como paso de palio o paso de Virgen. Cuando hay varias figuras sin palio y cuando se porta a Jesús se conoce como paso de misterio.

## Las Cofradías
El cortejo procesional del Viernes Santo están integradas por las cofradías que representa el vía crucis y los misterios dolorosos del rosario: 
1. Cofradía Monaguillos
2. Cofradía Nazarenitos y Macarenas
3. Cofradía Cristo Roto
4. Cofradía el Prendimiento 
5. Cofradía San Agustín 
6. Cofradía Montecillo
7. Cofradía Humildad 
8. Cofradía Charros y Adelitas
9. Cofradía Damas de rebozo 
10. Cofradía Guardia Petoriana
11. Cofradía Ecce Homo
12. Cofradía Encuentro 
13. Cofradía Preciosa Sangre
14. Cofradía Tlaxcala 
15. Cofradía Tequisquiapan
16.Cofradía De la pasión 
17. Cofradía Guadalupana
18. Cofradía La Santa Cruz y nuestro Padre Jesús 
19. Cofradía del Refugio
20. Cofradía Carmelitana 
21. Cofradía del Descendimiento 
22. Cofradía Franciscana 
23. Cofradía Santo Entierro
24. Cofradía Chirimia y Teponaxtle
25. Cofradía Santo Entierro
26. Cofradía De la soledad 
27. Cofradía Guardias de honor 
28. Cofradía costaleros

## Semana Santa en San Luis Potosí

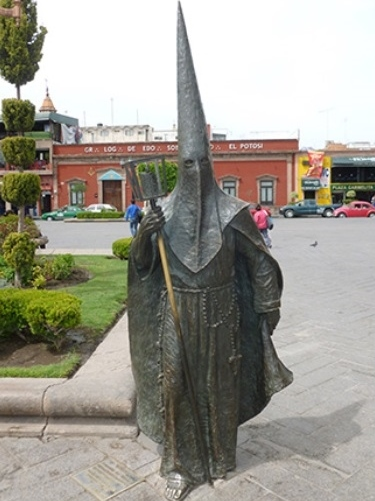
Escultura de El Cofrade en la Plaza del Carmen.

La procesión es el punto culminante de las dos semanas de actividades relacionadas con la Semana Santa que incluyen las de carácter religioso, empezando el Viernes de Dolores, el viernes anterior al Domingo de Ramos. En este día, las multitudes se reúnen en un pequeño callejón llamado Callejón del Buche para crear altares dedicados a la Virgen María como Nuestra Señora de los Dolores. Durante el resto de la semana, más altares se ensamblan con las diversas estaciones de la Cruz,  algunos de estos destinado a ser llevado en la procesión del Viernes Santo.
El Domingo de Ramos está marcado por una sencilla procesión a la catedral de la ciudad para la bendición de las palmas. En Jueves Santo, hay otra procesión con siete altares que visitan los diferentes barrios principales de la ciudad y sus principales iglesias. En las iglesias, las imágenes de los santos están cubiertas en paños morados en señal de luto, el pan es distribuido para recordar la Última Cena y las ramitas de  manzanilla son bendecidas.  Durante el día del Viernes Santo, el evento principal es una recreación de la crucifixión en el barrio de San Juan de Guadalupe, y el Sábado Santo, la Quema de Judas se produce en la Plaza Fundadores.
La temporada de Semana Santa se extiende por dos semanas y durante este tiempo varios eventos seculares son patrocinados por el gobierno y las entidades privadas. Esta temporada incluye exposiciones de arte, conciertos, conferencias, visitas guiadas. También incluye el reconocido Medio Maratón entre Venado y Charcas que se lleva a cabo en el tramo carretero entre ambos municipios y un torneo nacional juvenil de tenis.

## Historia
El moderno evento tiene sus orígenes en las tradiciones de las procesiones de Semana Santa, establecidas en la Nueva España a principios de la época virreinal, que incluyó el ocultamiento de los rostros de los participantes. La primera procesión del silencio fue instituido por las Carmelitas en Ciudad de México.
Sin embargo, esta procesión particular fue oficialmente establecida en 1955 por Monseñor Joaquín Antonio Peñalosa Santillán, con apoyo de una muy nutrida comunidad de criollos y descendientes de españoles históricamente asentados en la localidad. En este momento, toreros Fermín Rivera, Nicolás de San José y otros comenzaron una pequeña procesión para promulgar el Viacrucis y el dolor de la Virgen de la Soledad por el gremio de los toreros, en la iglesia de El Carmen. Se basa en la procesiones de Semana Santa de Sevilla, España.
Hoy en día, es la única procesión en México que representan todas las estaciones del Viacrucis. Fue declarado parte del patrimonio cultural del estado de San Luis Potosí en 2013 así como el acto cívico y religioso más importante del Estado. En 2014, la ciudad rindió homenaje a los fundadores del moderno evento, entre ellos Fermín Rivera, María de los Ángeles Agüero Ereño, Marco Tulio Jiménez, Carlos Artolozaga Noriega y Juan Hernández Auces.
- Wikimedia Commons alberga una categoría multimedia sobre Procesión del Silencio en San Luis Potosí.